# Acentroptera strandi
Acentroptera strandi là một loài bọ cánh cứng trong họ Chrysomelidae. Loài này được miêu tả khoa học năm 1943 bởi Uhmann.